# ناد اجتماعي

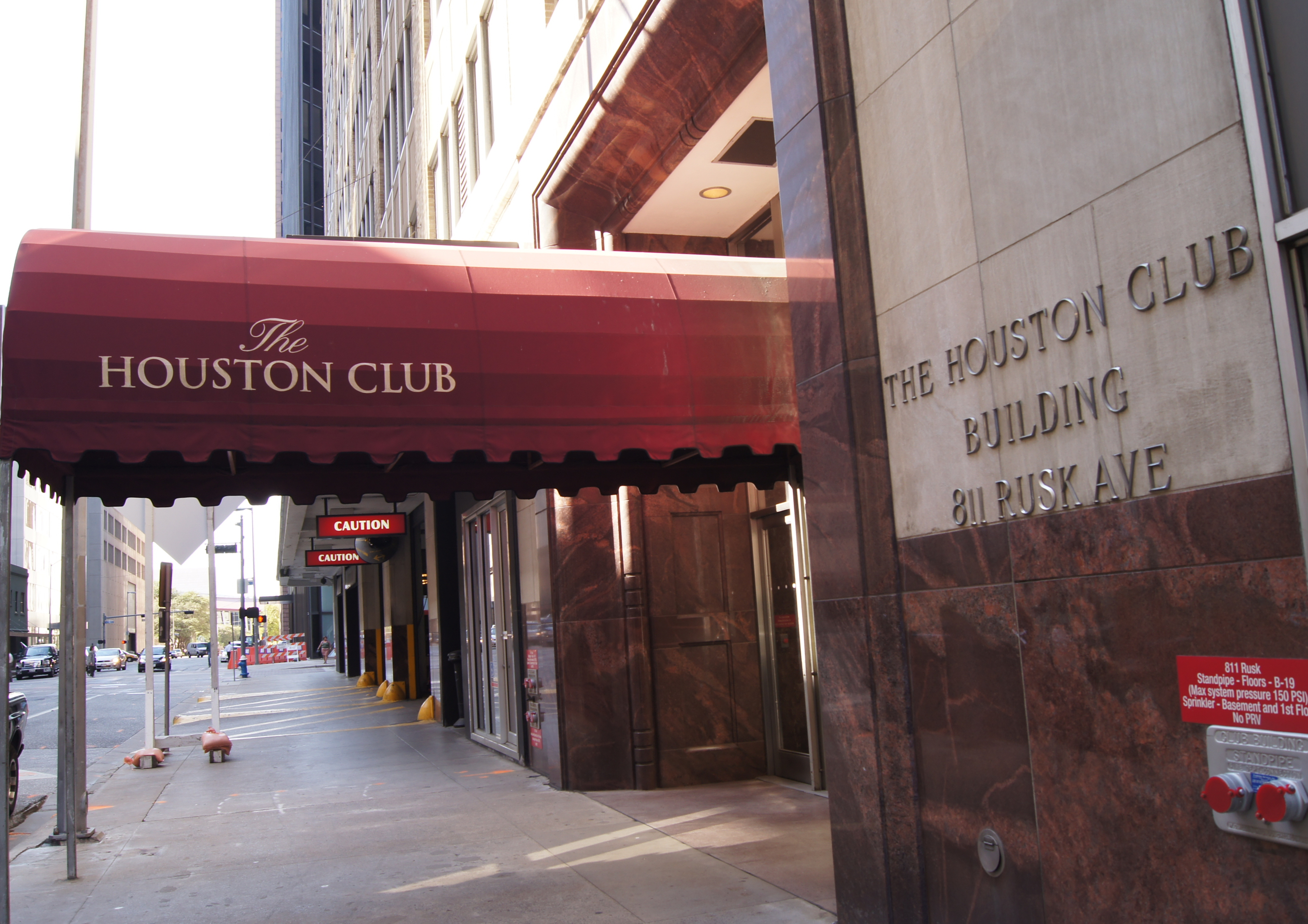
نادي هيوستن هو نادٍ اجتماعي خاص.

قد يكون النادي الاجتماعي هو مجموعة من الأشخاص أو المكان الذي يجتمعون فيه، ويجمعهم بشكل عام مصلحةٍ ما أو مهنة أو نشاط مشترك. تشمل الأمثلة: نوادي الأنمي، نوادي مناقشة الكتب، النوادي الثقافية، نوادي الشعر، نوادي الأعمال الخيرية، نوادي الشطرنج، نوادي قروية، المقرات الجنائية (على سبيل المثال، السجون.) نوادي الصيد، نوادي اللعب، نوادي السادة (المعروفة باسم النوادي الخاصة في الولايات المتحدة)، نوادي صيد الأسماك، نوادي الضباط العسكريين، نوادي السياسة، النوادي العلمية، النوادي الجامعية، والنوادي الدينية. يغطي هذا المقال ثلاثة أنواع متميزة فقط من النوادي الاجتماعية: نوادي السادة التاريخية، ونوادي الأنشطة الحديثة، ومقدمة للأخويات والجمعيات النسائية.
لا تغطي هذه المقالة مجموعة متنوعة من أنواع النوادي الأخرى التي لها بعض الخصائص الاجتماعية.

## التاريخ
تطورت نوادي الرجال العاملين في بريطانيا خلال العصر الفيكتوري كمعاهد حيث يمكن لرجال الطبقة العاملة حضور المحاضرات والمشاركة في الأنشطة الترفيهية. أسس القس هنري سولي نادي ومعهد الرجال العاملين (CIU) لهذا الغرض في عام 1862. أسس العديد من الإصلاحيين الاجتماعيين من الطبقة الوسطى هذه النوادي خلال حركة الاعتدال كمكان للاسترخاء بدون كحول، ولكن مع مرور الوقت تغير هذا. لقد أصبحوا مزيجًا من البيوت العامة (الحانات) وقاعات الموسيقى والنوادي، وأصبحت أماكن للترفيه والشرب اجتماعياً ولعب ألعاب الحانات. لا تزال نوادي الرجال العاملين منتشرة في جميع أنحاء المملكة المتحدة، وإن لم تكن شائعة.

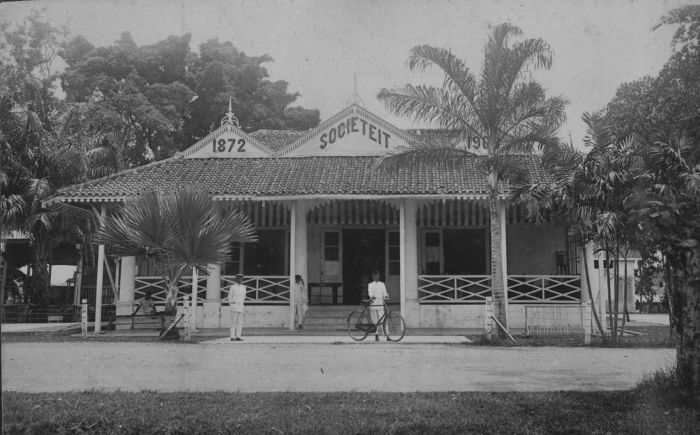
مجتمع (سوشييتيت) في باليمبانج، سومطرة

في جزر الهند الشرقية الهولندية، تم تأسيس المجتمعات (سوشييتيت، بالهولندية:Sociëteit) في مدن مختلفة.
تشمل الأندية الحديثة: أوربن ديفيرجون في سان فرانسيسكو، والذي افتتح في عام 2003 باعتباره ناديًا اجتماعيًا للمغامرة والأنشطة العامة؛ وجروتشو في سوهو بلندن، الذي افتتح في عام 1985 باعتباره «ترياقًا للنادي التقليدي». «النادي التقليدي» المشار إليه هو نادي النخب السادة، وهو جزء لا يتجزأ من مجتمع الذكور البريطاني من الطبقة العليا.

## نوادي الأنشطة الاجتماعية

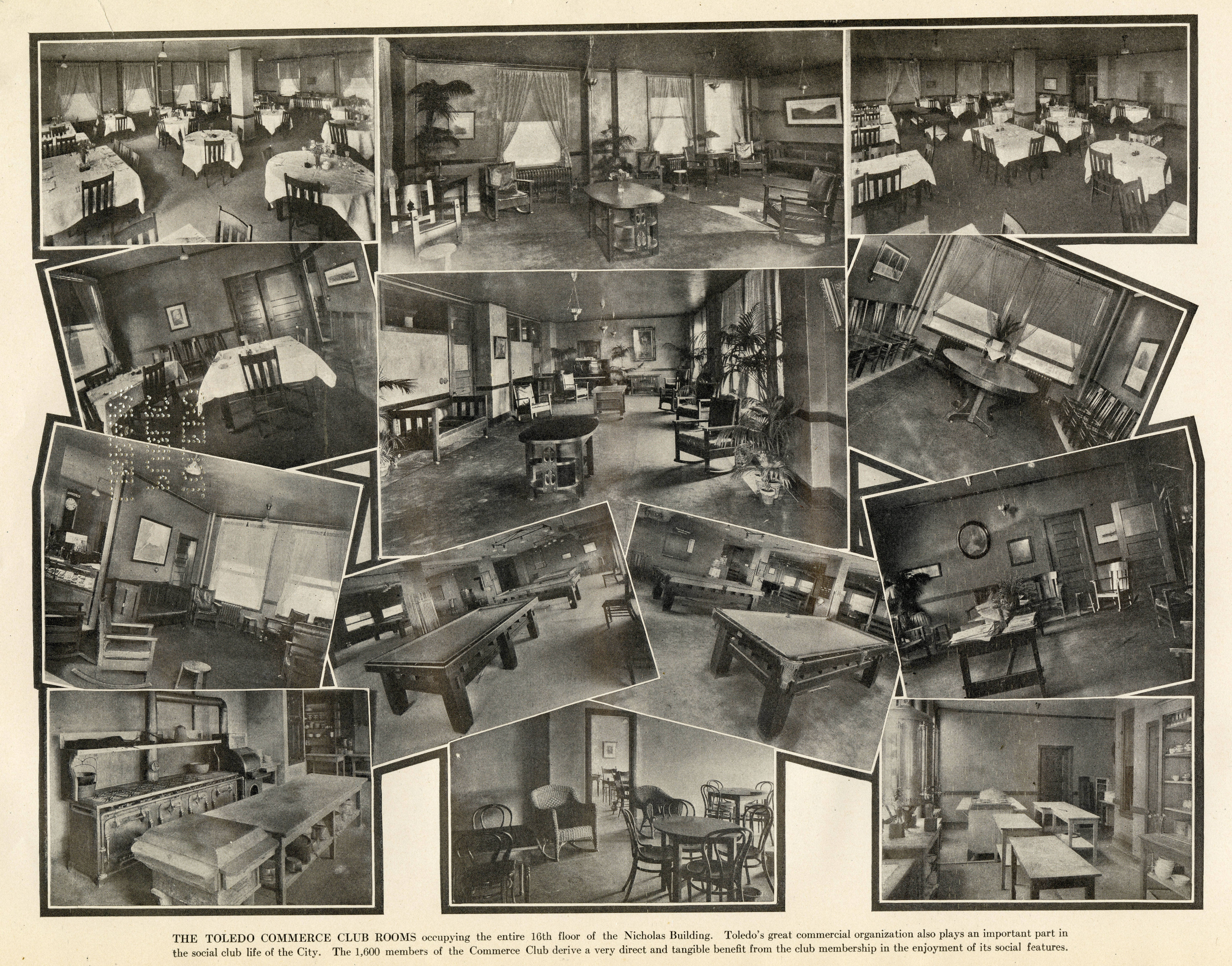
مناظر غرف أندية توليدو كوميرس كما تُرى في "مناظر برامبل توليدو، أوهايو: ذكرى الماس 1837-1912"

نوادي الأنشطة الاجتماعية هي مزيج حديث من عدة أنواع من النوادي وتعكس مجتمع اليوم الأكثر انتقائية وتنوعًا. تتمحور هذه الأندية حول الأنشطة المتاحة لأعضاء النادي في المدينة أو المنطقة التي يقع فيها النادي. بعضها يحتوي على نادٍ تقليدي أو حانة أو مطعم حيث يجتمع فيها الأعضاء فقط.
يمكن أن تشمل الأحداث مجموعة واسعة من الأنشطة من الأحداث الرياضية والحفلات الاجتماعية إلى نوادي الباليه أو الفنون أو الكتاب. على عكس الأندية التقليدية، فهي لا تقتصر على نوع واحد من الأحداث أو الاهتمامات الخاصة ولكنها تشمل مجموعة واسعة من الأحداث في التقويمات الشهرية الخاصة بهم. يختار الأعضاء الأحداث التي سيشارك فيها النادي، بناءً على الاهتمامات المتغيرة للأعضاء. يحدد الأعضاء بأنفسهم الأحداث التي سيحضرونها للمعرض.
يمكن أن تكون العضوية محدودة أو مفتوحة لعامة الناس، وكذلك الأحداث. معظم الأندية لديها عضوية محدودة بناءً على معايير محددة، وتقتصر الأحداث على الأعضاء لزيادة شعورهم بالأمان، وخلق شعور متزايد بالصداقة الحميمة والانتماء. هناك العديد من الأمثلة على النوادي الاجتماعية الخاصة، بما في ذلك نادي جامعة شيكاغو، وذا مانجن أون أو ستريت في واشنطن، وبين كلوب أوف نيويورك سيتي، ونيويورك فرايرز كلوب.
يمكن أن تكون نوادي الأنشطة الاجتماعية هادفة للربح أو غير هادفة للربح أو مزيج من الاثنين (على سبيل المثال، نادي للربح مع جمعية خيرية غير هادفة للربح).
تحتوي بعض النوادي الاجتماعية على قاعات وظيفية يمكن للأعضاء أو في بعض الأحيان لعامة الناس استئجارها للحفلات.
يوجد في عدد من مراكز الجالية اليهودية والمنظمات الأخرى مثل جمعية الشبان المسيحية نوادي اجتماعية للأشخاص الذين يعانون من القلق الاجتماعي وصعوبات التعلم. تقتصر العضوية في هذه الأندية على الأفراد الذين تنطبق عليهم هذه الشروط.

## نوادي الطالبات والأخويات
تعد الأخويات والجمعيات النسائية جزءًا من «الحياة اليونانية» السائدة في الجامعات. يتعهد العديد من الشباب والشابات خلال السنة الجامعية الأولى من أجل أن يصبحوا أخًا أو أختًا لأخوة أو نادي نسائي. تأسس النادي على مبادئ الصداقة الحميمة والترابط المجتمعي. كنادي اجتماعي قد يكونون خيريين كهيئة، ويستضيفون جمع التبرعات للجمعيات الخيرية أو الأحداث داخل الحرم الجامعي.